# 足湯

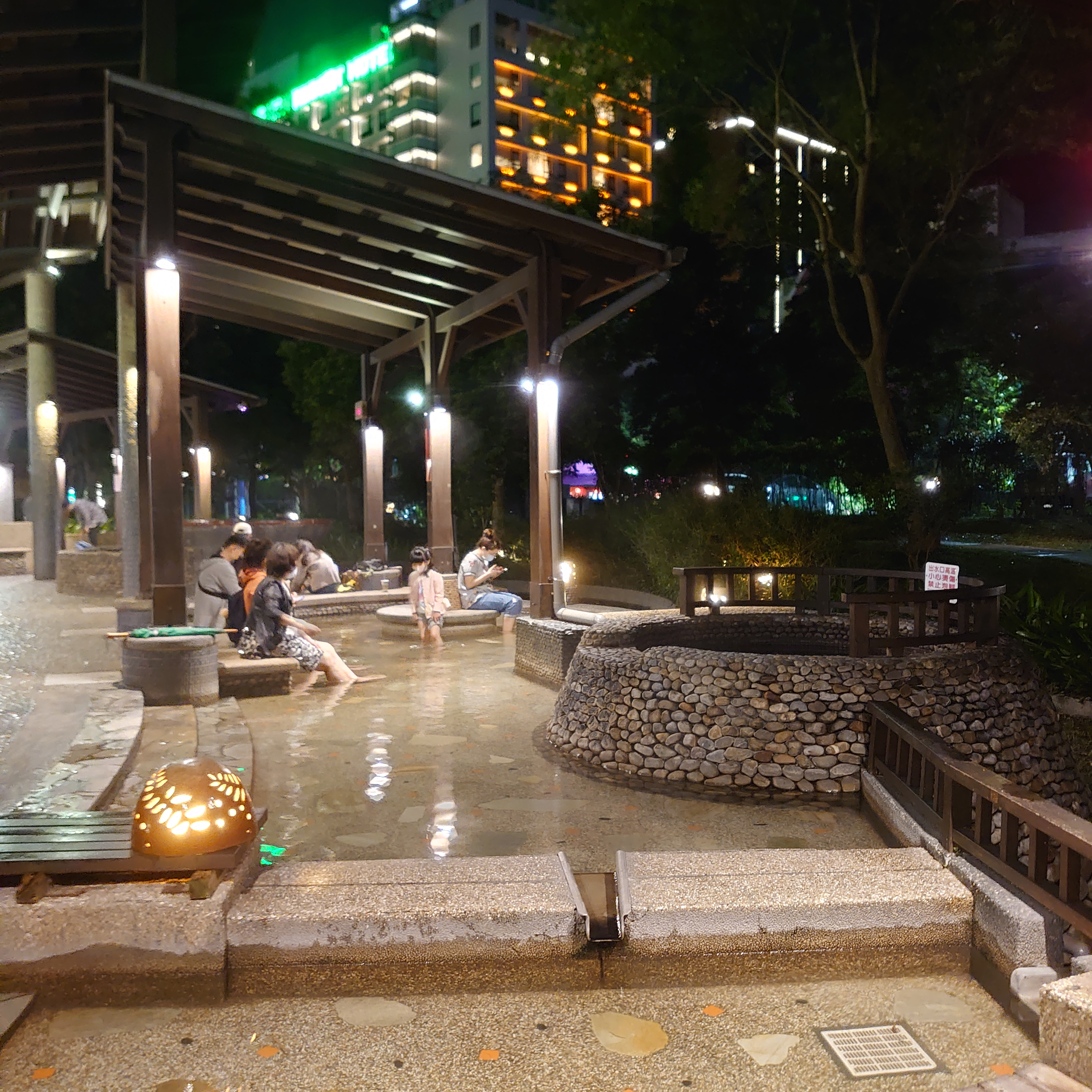
礁溪溫泉公園泡腳池

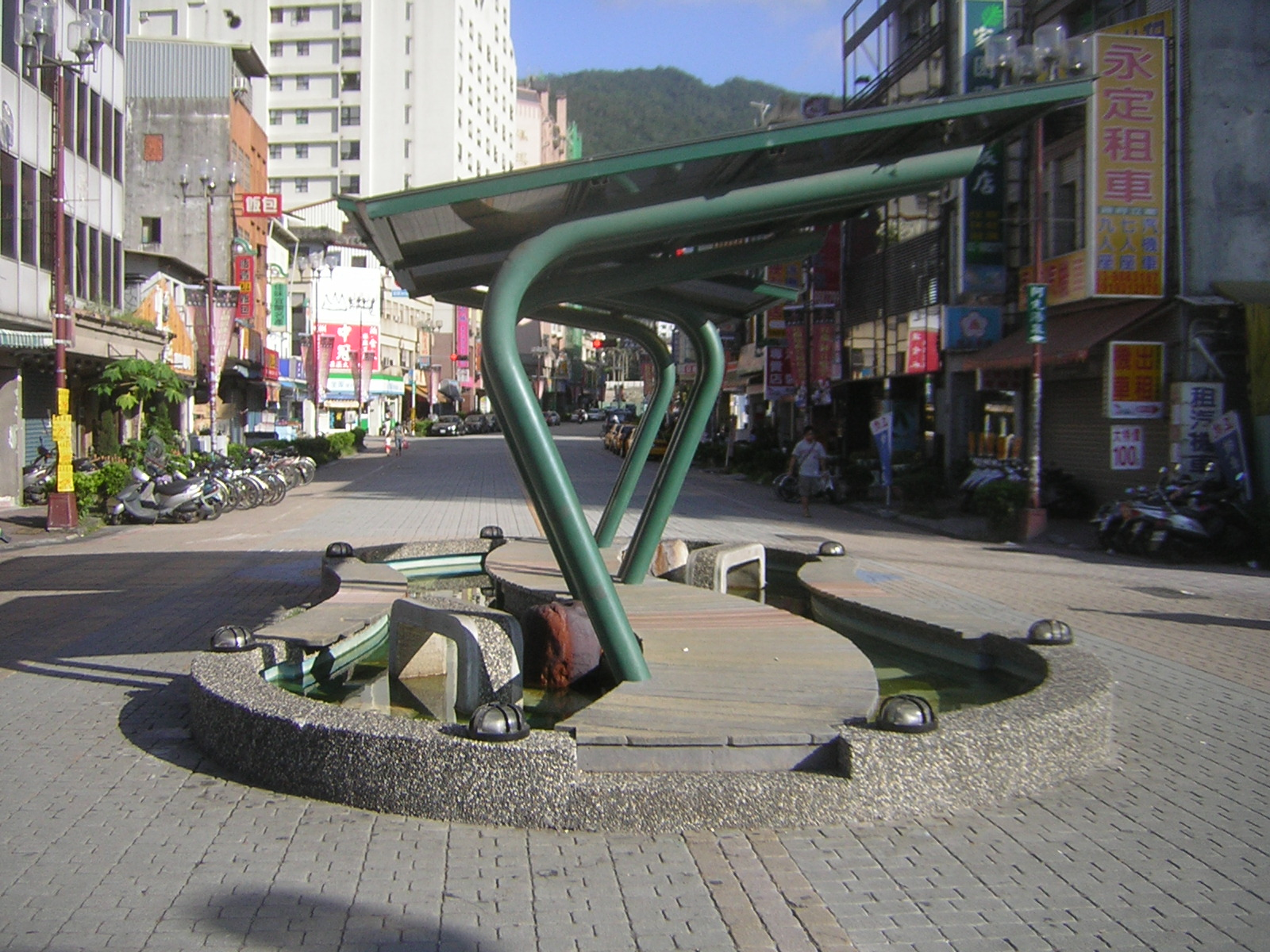
礁溪車站正前方的足湯。(攝於2006年6月30日早上(UTC+8))

足湯（日语：／ Ashiyu），指足部浸浴的溫泉。由於不必寬衣解帶，格外受到歡迎。在溫泉區，多設置在街角或泉源附近，亦有部分設於車站、公園等觀光客聚集處。
足湯通常不收費，但在日本亦有收取200日圓的足湯。
但由於足湯設置較簡易，且不收費而缺乏潔身設備，通常水質較差，需定期放水清掃。

## 著名足湯

### 台灣
- 臺北市北投區
  - 陽明山國家公園硫磺谷溫泉
  - 地熱谷溫泉
- 宜蘭縣礁溪鄉
  - 礁溪溫泉公園
  - 湯圍溝溫泉公園

### 日本
- 上諏訪温泉(長野縣諏訪湖畔)
- 銀山温泉(山形縣)
- 道後温泉(愛媛縣)
- 日中温泉(福島縣)
- 湯田温泉(山口縣)
- 湯村温泉(兵庫縣）
- 山鹿温泉(熊本縣）

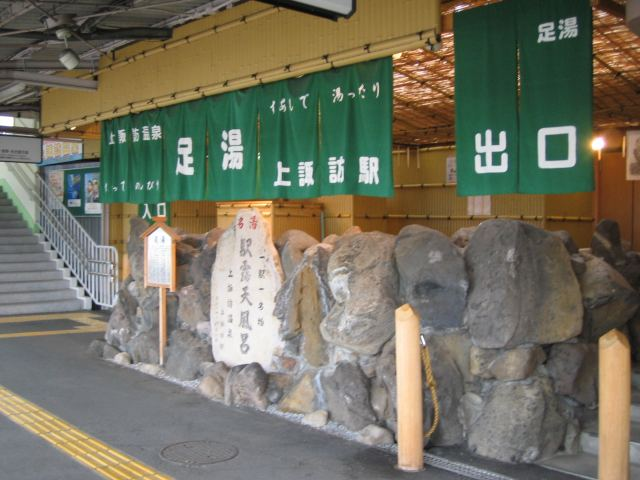
上諏訪駅所設的足湯

- 東日本旅客鐵道上諏訪站1號(中央本線)線本站(長野縣)
- 東日本旅客鐵道鳴子温泉站(宮城縣)
- 京福電氣鐵道嵐山站(京都府)
- 道之驛樽水(日本最長的足湯)
- 新北九州機場3階
- 青森鐵道青森鐵道線淺蟲溫泉站(青森縣)
- 別府温泉(大分縣）